# Trofeo Ciudad de Santander
El Trofeo Ciudad de Santander fue una competición veraniega de fútbol que se celebraba en el estadio Sardinero de la localidad española de Santander, en el mes de agosto. Se disputó entre 1971 y 1993, excepto en 1988 y 1990, y posteriormente en 2005, para conmemorar el 250.º aniversario del título de ciudad de Santander. Se llamó Trofeo Príncipe de España hasta 1976, Trofeo Príncipe Felipe hasta 1980 y Trofeo Ciudad de Santander desde entonces.

## Palmarés
| Año | Equipo campeón        | Subcampeón          | Final   | Tercer clasificado              | Cuarto clasificado |
| 1971 | KS Gornik Zabrze      | FC Torpedo Moscú    | 2-0     | Racing de Santander             | -                  |
| 1972 | Club Atlético Peñarol | FK Sloboda Užice    | 0-0 (P) | Racing de Santander             | Real Sociedad      |
| 1973 | Racing de Santander   | Sporting de Lisboa  | 1-1 (P) | Sporting de Gijón               | -                  |
| 1974 | Dinamo Moscú          | Racing de Santander | 3-1     | Unión Española                  | Sporting de Gijón  |
| 1975 | Os Belenenses         | Honved de Budapest  | T       | Racing de Santander             | -                  |
| 1976 | West Ham              | Racing de Santander | 3-2     | -                               | -                  |
| 1977 | Real Oviedo           | Racing de Santander | T       | Rayo Vallecano                  | -                  |
| 1978 | Barakaldo CF          | Racing de Santander | T       | Sporting de Gijón               | -                  |
| 1979 | Real Oviedo           | Racing de Santander | T       | Vitoria de Setúbal              | -                  |
| 1980 | CR Flamengo           | PFC Levski Sofia    | 2-1     | Racing de Santander             | Real Sociedad      |
| 1981 | Real Valladolid       | Racing de Santander | 5-1     | ŠK Slovan Bratislava y Honduras | (1)                |
| 1982 | Cruzeiro EC           | Újpest Dózsa        | T       | Racing de Santander             | -                  |
| 1983 | Real Oviedo           | C.A. Osasuna        | T       | Racing de Santander             | -                  |
| 1984 | Racing de Santander   | Videoton FC         | T       | Real Oviedo                     | -                  |
| 1985 | Racing de Santander   | Atlético de Madrid  | T       | Shamrock Rovers FC              | -                  |
| 1986 | Racing de Santander   | CR Flamengo         | 1-1 (P) | -                               | -                  |
| 1987 | Athletic de Bilbao    | Racing de Santander | 1-0     | -                               | -                  |
| 1989 | Racing de Santander   | Gimnasia La Plata   | 2-0     | -                               | -                  |
| 1991 | Real Madrid           | Racing de Santander | 3-0     | -                               | -                  |
| 1992 | Real Madrid           | Racing de Santander | 3-0     | -                               | -                  |
| 1993 | Real Madrid           | Racing de Santander | 1-0     | -                               | -                  |
| 2005 | Atlético de Madrid    | Racing de Santander | T       | Real Sociedad                   | -                  |
| T No se jugó final al tratarse de un torneo triangular. P Resuelta por penalties. (1) No se disputó partido por el tercer puesto. |                       |                     |         |                                 |                    |

## Títulos por clubes
| Equipo                         | Títulos | Años                          |
| Racing de Santander            | 5       | 1973, 1984, 1985, 1986 y 1989 |
| Real Oviedo                    | 3       | 1977, 1979 y 1983             |
| Real Madrid                    | 3       | 1991, 1992 y 1993             |
| Górnik Zabrze                  | 1       | 1971                          |
| Club Atlético Peñarol          | 1       | 1972                          |
| Dinamo Moscú                   | 1       | 1974                          |
| Os Belenenses                  | 1       | 1975                          |
| West Ham                       | 1       | 1976                          |
| Barakaldo CF                   | 1       | 1978                          |
| CR Flamengo                    | 1       | 1980                          |
| Real Valladolid Club de Fútbol | 1       | 1981                          |
| Cruzeiro EC                    | 1       | 1982                          |
| Athletic de Bilbao             | 1       | 1987                          |
| Atlético de Madrid             | 1       | 2005                          |